# Вест-Гаммонд (Нью-Мексико)
Вест-Гаммонд (англ. West Hammond) — переписна місцевість (CDP) в США, в окрузі Сан-Хуан штату Нью-Мексико. Населення — 2724 особи (2020).

## Географія
Вест-Гаммонд розташований за координатами 36°41′8″ пн. ш. 108°2′29″ зх. д. / 36.68556° пн. ш. 108.04139° зх. д. (36.685451, -108.041255).  За даними Бюро перепису населення США в 2010 році переписна місцевість мала площу 19,53 км², з яких 19,33 км² — суходіл та 0,20 км² — водойми.

## Демографія
Згідно з переписом 2010 року, у переписній місцевості мешкало 2790 осіб у 948 домогосподарствах у складі 734 родин. Густота населення становила 143 особи/км².  Було 1015 помешкань (52/км²).
Расовий склад населення:
| - 72,8 % — білих - 14,3 % — корінних американців - 0,8 % — чорних або афроамериканців - 0,1 % — азіатів - 8,7 % — осіб інших рас |

До двох чи більше рас належало 3,3 %. Частка іспаномовних становила 26,2 % від усіх жителів.
За віковим діапазоном населення розподілялося таким чином: 28,1 % — особи молодші 18 років, 62,9 % — особи у віці 18—64 років, 9,0 % — особи у віці 65 років та старші. Медіана віку мешканця становила 36,5 року. На 100 осіб жіночої статі у переписній місцевості припадало 101,9 чоловіків;  на 100 жінок у віці від 18 років та старших — 97,2 чоловіків також старших 18 років.
Середній дохід на одне домашнє господарство  становив 75 737 доларів США (медіана — 58 990), а середній дохід на одну сім'ю — 79 994 долари (медіана — 74 044). Медіана доходів становила 65 000 доларів для чоловіків та 33 406 доларів для жінок. За межею бідності перебувало 5,1 % осіб, у тому числі 14,3 % дітей у віці до 18 років та 2,3 % осіб у віці 65 років та старших.
Цивільне працевлаштоване населення становило 1527 осіб. Основні галузі зайнятості: освіта, охорона здоров'я та соціальна допомога — 20,5 %, сільське господарство, лісництво, риболовля — 15,3 %, роздрібна торгівля — 13,8 %.